# Christiane Chadal
Christiane Chadal est une productrice de radio. Elle est, du 1er janvier 2008 au 31 mars 2010, directrice générale adjointe de Radio France et la directrice du réseau France Bleu.

## Biographie
En 1974, elle est productrice-présentatrice-animatrice à la rédaction de la station locale de Limousin-Poitou-Charentes. À partir de 1976, elle rejoint la locale FR3 Nord-Pas-de-Calais. Elle devient ensuite, à partir de 1978, responsable des programmes de FR3 Pays de Loire. 
Dès 1982, elle entre à Radio France où elle est nommée chargée de mission. En 1985, elle devient directrice de Radio France Loire Océan (devenue France Bleu Loire Océan), et ensuite directrice de Radio France Provence (devenue France Bleu Provence) en 1991. En septembre 2001, lors de la structuration du réseau France Bleu créé à l'initiative de Jean-Marie Cavada, PDG de Radio France, elle est nommée déléguée pour la région Sud-Méditerranée du réseau.
Elle prend ses fonctions de directrice générale adjointe de Radio France et de directrice du réseau France Bleu le 1er janvier 2008, en remplacement de Michel Meyer. 
Radio France annonce son départ de cette fonction au 31 mars 2010, départ « à sa demande ».